# Lanurile, Constanța
Lanurile este un sat în comuna Bărăganu din județul Constanța, Dobrogea, România. Se află în Podișul Medgidiei. La recensământul din 2011 avea o populație de 913 locuitori. În trecut se numea Ebechioi (în turcă Ebeköyü). În sat au locuit și germani dobrogeni, de religie evanghelică.